# Râpa Cărămizii
Râpa Cărămizii – wieś w Rumunii, w okręgu Vâlcea, w gminie Roești. W 2011 roku liczyła 172 mieszkańców.